# Vesna Lemaić
Vesna Lemaić, född 1981, är en slovensk författare.
Lemaić har en examen i samtida litteratur. Hon debuterade 2008 med novellsamlingen Popularne zgodbe och gav 2010 ut romanen Odlagališče. Flera av hennes verk har även publicerats i delar av samlingsantologier.
Lemaić är aktiv inom antikapitalistisk, lesbisk och feministisk aktivism i Slovenien.

## Utmärkelse
- Guldfågeln vid Slovenska bokmässan för Popularne zgodbe[2]
- Radiotelevizija Slovenijas pris för bästa novell